# Cneoranidea melanocephala
Cneoranidea melanocephala es un coleóptero de la familia Chrysomelidae.
Fue descrita científicamente en 1997 por Yang in Li, Zhang & Xiang.